# Тань Даолян
Дориан Тань Даолян (кит. трад. 譚道良, ютпхин: taam4 dou3 loeng4, пиньинь: Tán Dàoliáng; род. 22 декабря 1947, Пусан, Южная Корея) — гонконгский актёр, мастер боевых искусств.
После кинокарьеры Тань посвятил своё время изучению боевых искусств. Его учениками были известные личности, включая Юань Бяо, Лю Чжунлян, Цзинь Ган, Джонатан Кэ Куань, а также Шеннон Ли, дочь Брюса Ли.

## Биография
Тань Даолян родился 22 декабря 1947 года в городе Пусан, Южная Корея. Несмотря на это, у него есть китайские корни, так как его родители покинули материковый Китая, чтобы избежать Японо-китайской войны. В семь лет Тань начал изучать боевые искусства: тхэквондо, дзюдо, хапкидо и китайское кунг-фу. Из этих видов Тань больше всего любил тхэквондо, потому что это «позволяло полный контакт, спарринг и конкуренцию». Тань выиграл во многих чемпионатах, а также в чемпионате мира.
В 23 года начал преподавать тхэквондо в Национальном университете Тайваня. В течение этого времени Тань тренировал будущую звезду кунг-фу боевиков Джона Лю.

## Кинокарьера
В 1973 году боевой стиль Таня был замечен кинематографистами и, поэтому ему предложили сняться в фильме The Hero of Chiu Chow. После выхода фильма он продолжил сниматься в различных кинофильмах, тратя большую часть времени на преподавание боевых искусств. Так продолжалось до тех пор, пока к нему не пришла слава после фильма Джона Ву Рука смерти. Фильм также примечателен участием в нём тогда ещё не очень знаменитых актёров Гонконга: Джеки Чан, Саммо Хун и Юань Бяо. В 1985 году, после фильма Жар джунглей, Тань ушёл из кинематографа и переехал в Монтри-Парк, Калифорния, где открыл школу боевых искусств под названием Делон Тан. Шесть лет спустя Тань вернулся в кино в фильме Огнедышащий. Фильм был спродюсирован им и основан на его истории, которая выявляет общие черты с другим фильмом Таня 1977 года — Смертельные удары Шаолиня.

## Фильмография
| Год  | Китайское название | Английское название                           | Русское название                                   | Роль            | Примечание                                       |
| ---- | ------------------ | --------------------------------------------- | -------------------------------------------------- | --------------- | ------------------------------------------------ |
| 1972 | 潮州怒漢           | Hero of Waterfront                            | «Гнев мужчин в Чаочжоу»                            | Гуань Цзянчао   |                                                  |
| 1974 | 珠江大風暴         | Tornado of Chu-Chiang                         | «Сильная буря Чжуцзяна»                            | Тан             | Также исполнительный продюсер и постановщик боёв |
| 1975 | 賊公計             | The Conspiracy of Thieves                     | «Бесстрашный каратист»                             | г-н Чжан        | Также постановщик боёв                           |
| 1975 | 少林門             | The Hand of Death                             | «Рука смерти»                                      | Юнь Фэй         |                                                  |
| 1975 | 日落紫禁城         | Sun Set in the Forbidden City                 | «Закат в Запретном городе»                         |                 |                                                  |
| 1976 | 密宗聖手           | The Himalayan                                 | «Гималаец»                                         | Сюй Тяньцян     |                                                  |
| 1976 | 呂萱良火燒紅蓮寺   | Story in Temple Red Lily                      | «Храм Красных Лилий»                               | Лу Сяоцин       |                                                  |
| 1976 | 鬼吼断魂刀         | The Knife of Devil's Roaring and Soul Missing | «Нож рёва дьявола и терзания души»                 | Чэнь Цзяхао     |                                                  |
| 1976 | 旋風方世玉         | The Prodigal Boxer (II)                       | «Ураганный Фан Шиюй»                               | Гао Ли          |                                                  |
| 1977 | 南拳北腿活閻王     | The Hot, the Cool and the Vicious             | «Южный кулак, северная нога, живой Янь-ван»        | Лу Тунчунь      |                                                  |
| 1977 | 十三太保李存孝     | General Stone                                 | «Тринадцатый государев наставник Ли Цуньсяо»       | Ли Цуньсяо      |                                                  |
| 1977 | 千刀萬里追         | Super Dragon                                  | «Великий дракон»                                   | Тань Сяоцянь    |                                                  |
| 1977 | 方世玉大破梅花樁   | Secret of the Shaolin Poles                   | «Тайна столбов Шаолиня»                            | Май Цзю         |                                                  |
| 1977 | 決閉太陽塔         | Duel with the Devils                          |                                                    | Лин Юэсин       | Также продюсер                                   |
| 1977 | 胡惠乾血戰西幝寺   | Showdown at the Cotton Mill                   | «Кровавая схватка Ху Хуэйганя в храме Сичань»      | Гао Цзиньчжун   |                                                  |
| 1977 | 神拳霸腿追魂手     | The Boxer's Adventure                         | «Шэньцюань, нога деспота, рука захвата души»       | Ли Дакуй        |                                                  |
| 1977 | 太極八蛟           | The Flash Legs                                | «Смертельные удары Шаолиня»                        | Фон И           |                                                  |
| 1977 | 猛龍壁虎小拳王     | The Dragon, the Lizard and the Boxer          | «Свирепый дракон, геккон, маленький чемпион бокса» |                 |                                                  |
| 1978 | 雍正命喪少林門     | The Shaolin Invincibles                       | «Неуязвимые из Шаолиня»                            | Бай Тайгуань    |                                                  |
| 1978 | 天地雙腿           | Dual Flying Kicks                             | «Два удара влёт»                                   | Сюэ Фэн         |                                                  |
| 1978 | 蛇鶴丹心震九州     | Snake-Crane Secret                            | «Секрет стиля „змей-журавль“»                      | Те Гунлян       |                                                  |
| 1978 | 鱷魚頭黑煞星       | The Tattoo Connection                         | «Татуировка»                                       | Лэй Тунхоу      |                                                  |
| 1978 | 龍拳蛇手鬥蜘蛛     | Challenge of Death                            | «Вызов смерти»                                     | Лу Сяоюнь       |                                                  |
| 1978 | 烈日狂風野火       | Scorching Sun, Fierce Winds, Wild Fire        | «Палящее солнце, яростный ветер, дикий огонь»      | Жэнь Сяофэй     |                                                  |
| 1979 | 冷刀染紅英雄血     | Revenge of the Shaolin Master                 | «Холодный меч, обагрённый геройской кровью»        | Линь Чжаньху    |                                                  |
| 1979 | 血肉磨坊           | Blooded Treasury Fight                        | «Мельница плоти и крови»                           | Чхоу Кхуаньхань |                                                  |
| 1979 | 一代英豪           | The Great Heroes                              | «Поколение героев»                                 | Сюн Тяньцзюнь   |                                                  |
| 1979 | 成功嶺上           | Off to Success                                |                                                    |                 |                                                  |
| 1980 | 南北腿王           | The Leg Fighters                              | «Непобедимые ноги кунг-фу»                         | Тань Хайцзе     |                                                  |
| 1980 | 風流殘劍血無痕     | The Mask of Vengeance                         | «Выдающийся сломанный меч Сюэ Ухэнь»               |                 | Камео                                            |
| 1980 | 俠骨英雄傳         | The Heroes                                    | «Герои»                                            | Чиу Чунсан      |                                                  |
| 1980 | 風雪神鷹           | The Revenger                                  | «Кондор ветра и снега»                             | Мао Не          |                                                  |
| 1980 | 八絕               | The Eight Escorts                             | «Восемь стражей»                                   | Фу Цинхэ        |                                                  |
| 1980 | 苦海女神龍         | Heroine of Tribulation                        | «Богиня-дракон моря горечи»                        | евнух Ван Чжэнь |                                                  |
| 1981 | 二等兵             | Private First Class                           | «Рядовой второго разряда»                          |                 |                                                  |
| 1981 | 功夫皇帝           | The Kung Fu Emperor                           | «Император кунг-фу»                                | Бай Тайгуань    |                                                  |
| 1981 | 被判死刑           | Be Condemned to Die                           | «Смертник»                                         |                 |                                                  |
| 1981 | 二等兵續集         | Private First Class, Part II                  | «Рядовой второго разряда. Продолжение»             |                 |                                                  |
| 1982 | 小刀會             | Godfathers of Fury                            | «Ярость крёстных отцов»                            |                 |                                                  |
| 1982 | 血戰大二膽         | The Battle of Erdan                           | «Кровопролитное сражение Эрданя»                   |                 |                                                  |
| 1982 | 一線兩星大進擊     | One Stripe Two Stars                          |                                                    |                 |                                                  |
| 1983 | 四狼               | Four Wolves                                   | «Четыре волка»                                     | инспектор Ши    |                                                  |
| 1985 | 爭一口氣           | Last Breath                                   | «Борьба до последнего дыхания»                     | Ли Сян          | Также сценарист и исполнительный продюсер        |
| 1991 | —                  | Breathing Fire                                | «Огнедышащий»                                      | —               | Только сценарист                                 |